# Transvision Vamp
Transvision Vamp était un groupe de pop rock anglais formé par Wendy James (en) et Nick Christian Sayer en 1986.

## Membres principaux
- Wendy James - chant
- Nick Christian Sayer - guitare
- Dave Parsons - basse
- Anthony Doughty - claviers et batterie
- Pol Burton - batterie (1986-1989)

## Discographie

### Albums studio
- 1988 : Pop Art (Universal Records)
- 1989 : Velveteen (Universal Records)
- 1991 : Little Magnets Versus the Bubble of Babble (Universal Records)

### Singles
- 1987 : "Revolution Baby"
- 1988 : "Tell That Girl to Shut Up"
- 1988 : "I Want Your Love"
- 1988 : "Sister Moon"
- 1989 : "Baby I Don't Care"
- 1989 : "The Only One"
- 1989 : "Landslide of Love"
- 1989 : "Born to Be Sold"
- 1991 : "(I Just Wanna) B with You"
- 1991 : "If Looks Could Kill"

### Compilations
- 1998 : Kiss Their Sons
- 2002 : Baby I Don't Care
- 2019 : I Want Your Love (Coffret 6CD+1DVD inclus les 3 albums studio, 22 titres bonus, singles, faces B, raretés et remixes + 12 vidéos promotionnelles)